# بستلا
بستلا در اساطیر اسکاندیناوی، غولی مؤنث است که به عنوان مادر اودین و ویلی و وه از بور به‌شمار می‌رود. اودین غالباً تحت نام «پسر بستلا» در بیت‌های اسکالدی و ادای شاعرانه خوانده می‌شود. او همچنین خواهر مردی ناشناس است که به اودین یاری می‌رساند، و دختر (یا بسته به نوع منابع نوه) غولی به نام «Bölþorn» است. از بستلا در ادای شاعرانه که در سده ۱۳ (میلادی) از منابع سنتی پیشین تدوین شده‌است، و ادای منثور که در در سده ۱۳ توسط اسنوری استورلوسون مورخ ایسلندی به رشته تحریر در آمده و در اشعار اسکالدها یاد شده‌است.
معنی نام بستلا به زبان نورس باستان هنوز نامشخص است، اما محققان مفاهیم بالقوه‌ای همانند همسر، پوست درخت یا باست را مطرح کرده‌اند.